# بوركو (إقليم)
إقليم بوركو هو إقليم من ضمن 23 إقليم في تشاد، أُنشئ عام 2008 من محافظة بوركو في إقليم بوركو-إنيدى-تيبستي السابق. عاصمته فايا لارجو.

## جغرافية
يحد الإقليم ليبيا من الشمال، وإقليم إنيدي الغربية من الشرق، وإقليم وادي فيرا، وإقليم البطحة، وإقليم بحر الغزال وإقليم كانم من الجنوب، ودولة النيجر وإقليم تيبستي من الغرب. يقع بوركو في الصحراء الكبرى، ويحتوي على أجزاء من جبال تيبستي في الشمال. أعلى نقطة في تشاد، إيمي كوسي، تقع في بوركو.
تقع الحدود الشمالية للإقليم داخل قطاع أوزو، الذي كان تاريخياً نقطة خلاف بين تشاد وليبيا.

### المستوطنات
فايا لارجو هي العاصمة الإقليمية. وتشمل المستوطنات الكبرى الأخرى جورو، وكيرديمي، وكورو تورو، وياردا.

## التركيبة السكانية
حسب تعداد عام 2009، بلغ عدد سكان الإقليم 97251، أي 46.6 ٪ من الإناث. يبلغ متوسط حجم الأسرة في عام 2009 6.00: 6.00 في الأسر الريفية و 5.80 في المناطق الحضرية. كان العدد الكلي للأسر 16191: 10,584 في المناطق الريفية و 607 5 في المناطق الحضرية. بلغ عدد البدو الرحل في الإقليم 8,221، أي 2.1٪ من السكان. كان هناك 96459 شخص يقيمون في أسر خاصة. كان هناك 47285 فوق 18 سنة من العمر: 247575 من الذكور و 22.510 من الإناث. كانت نسبة الجنس 114.00 إناث لكل مائة ذكر. كان هناك 89,030 موظفًا مقيمًا، 0.80 من إجمالي السكان. والدزازا والتيدا والتبو هم المجموعة العرقية المهيمنة في الإقليم.

## الإدارة
كجزء من اللامركزية في فبراير 2003، تم تقسيم البلد إدارياً إلى مناطق وولايات وبلديات ومجتمعات ريفية. تم إعادة تعيين المحافظات التي كانت في الأصل 14 في 17 إقليم. يدار المناطق من قبل المحافظين الذين يعينهم الرئيس. المحافظون، الذين كانوا يتحملون أصلاً مسؤولية المحافظين الأربعة عشر، ما زالوا يحتفظون بالألقاب وكانوا مسؤولين عن إدارة الإدارات الأصغر في كل إقليم. يتم انتخاب أعضاء المجالس المحلية كل ست سنوات، بينما يتم انتخاب الأجهزة التنفيذية كل ثلاث سنوات. اعتبارًا من عام 2016، هناك 23 إقليم في تشاد، مقسمة على أساس السكان والراحة الإدارية. وتنقسم الإقليم بوركو إلى ولايتين، وهي بوركو (عاصمتها فايا-لارجو ) و بوركو يالا (العاصمة كيرديمي، والتي تدعى ايضًا كيردي).